# Federació d'Entitats de Cultura Popular i Tradicional de Barcelona Vella i La Casa dels Entremesos
La Federació d'Entitats de Cultura Popular i Tradicional de Barcelona Vella i La Casa dels Entremesos és una organització que agrupa diverses entitats dedicades a la cultura popular i tradicional catalana a Ciutat Vella, Barcelona. L'entitat té com a finalitat la promoció, producció i difusió de manifestacions festives vinculades a la cultura tradicional. També gestiona La Casa dels Entremesos, un espai cultural dedicat a la imatgeria festiva i la memòria de les tradicions locals. Compta amb 13 entitats federades que duen a terme diferents activitats a Barcelona.

## Història
La Federació té els seus orígens en la Coordinadora de Colles de Gegants i Bestiari de Ciutat Vella de Barcelona constituïda l'any 1983. Aquesta iniciativa va néixer  d'una col·laboració entre l'Associació de Festes de la Plaça Nova i l'Associació d'Amics dels Gegants del Pi, a partir de la decisió de celebrar i recuperar conjuntament la Diada de Santa Eulàlia.
Durant els anys vuitanta i noranta, l'antiga Coordinadora va impulsar diversos projectes centrats en la recuperació de figures festives i en la definició d'un model festiu per a la ciutat. L'any 2014, la Coordinadora va esdevenir oficialment la Federació d'Entitats de Cultura Popular i Tradicional de Barcelona Vella, adoptant també la gestió de La Casa dels Entremesos.

## Projectes destacats
Recuperació de la imatgeria festiva.
Des dels seus inicis, la federació ha impulsat la recuperació i creació de figures de bestiari i gegants vinculades a la tradició barcelonina. Aquestes figures formen part del que es coneix com el Bestiari Històric de Barcelona, on s'inclouen, entre d'altres:
- El Drac de Ciutat vella (1987).
- La Mulassa de Barcelona (1988).

- L'Àliga de la Ciutat (1989).
- El Lleó de Barcelona (1993).
- El Bou de Barcelona (1993).
- La Víbria de Barcelona (1993)
- La Tarasca de Barcelona (1993).
- Els Cavallets Cotoners (1994).

També s'han recuperat figures com la Carassa de Nadal, la Gegantona Laia i els Gegants Nous i els Gegants Vells de la Casa de Caritat de Barcelona, del Corpus i del Carnaval respectivament.
Model festiu de ciutat
La federació ha participat activament en la redefinició de celebracions populars a Barcelona. Entre els actes recuperats o impulsats destaquen:
- Les Festes de Santa Eulàlia, reconegudes i consolidades com a festes d'hivern de Barcelona.
- Gegants Vells de la Casa de Caritat o del Carnaval. Es restauren i es recupera la seva presència en el Carnaval barceloní.
- Processó de Corpus. Es recupera la part festiva d'aquesta processó a la ciutat de Barcelona.
- Carassa de Barcelona. Es crea i consolida la seva participació en els actes nadalencs de Ciutat Vella.

Un dels projectes més rellevants és el Seguici Popular de Barcelona, que forma part dels actes de La Mercè. Inclou el Toc d’Inici, amb la participació de les principals figures del bestiari i colles tradicionals, i el Seguici de la Mercè, celebrat cada 24 de setembre:
- Toc d'Inici. Hi participen les peces del Bestiari Històric, els Gegants de la ciutat, els capgrossos Macers, els gegants del Pi, els gegants de Santa Maria del Mar, el ball de bastons del Seguici i els Falcons de Barcelona, peces que formen el Seguici popular de la ciutat. Tanca l'acta el ball dels diables format per representants de les diferents colles de diables de Barcelona. El Toc d'Inici s'acompanya amb els Ministrils del Camí Ral, una formació d'uns quaranta músics que només s'organitza per aquest acte. El primer Toc d'Inici es celebra l'any 1993.
- El Seguici de la Mercè. El dia 24 de setembre, diada de la Mare de Deu de la Mercè, el Seguici popular surt a primera hora del matí de la Plaça de Sant Jaume fins a la Plaça de la Mercè acompanyant les autoritats a l'ofici. Acabat aquest, es realitzen els balls de l'Àliga i dels Gegants de la ciutat i els pilars dels castellers, i tot seguit el Seguici retorna fins a la Plaça Sant Jaume, on les mateixes figures tornen a fer els balls d'honor.

La Casa dels Entremesos
La Casa dels Entremesos és la seu de la Federació i un centre cultural dedicat a la difusió de la cultura popular catalana. Ubicada al barri de Sant Pere, Santa Caterina i la Ribera, acull exposicions permanents de gegants i figures festives, així com tallers, activitats pedagògiques i actes culturals relacionats amb el calendari festiu. El centre també ofereix suport logístic i espais per a les entitats federades.

## Entitats federades
La federació està formada per tretze entitats que representen diferents àmbits de la cultura popular i tradicional: imatgeria festiva, construccions humanes, música, dansa tradicional, foc festiu, pessebrisme i cant coral, entre d'altres. Entre les entitats més destacades s’hi troben:
- Associació d'Amics dels Gegants del Pi.

- Associació Festes de la Plaça Nova- Comissió de Festes de Sant Roc de la Plaça Nova.
- Associació d'Amics dels Gegants Ramon i Lola del Raval.
- Associació de Geganters, Grallers i Bestiari de la Barceloneta.
- Esbart Català de Dansaires.
- Associació Colla Gegantera del Casc Antic.
- Associació Colla de Gegants de la Parròquia de Sant Pere de les Puel·les.
- Grup Sardanista Xaloc i Enxaneta: Colla Sardanista Mare Nostrum.
- Associació dels Falcons de Barcelona.
- Associació de Trabucaires d'en Perot Rocaguinarda.

- Associació Colla Gegantera dels Gegants de Sant Jaume de Barcelona.
- Associació de Pessebristes de Ciutat Vella - Escola taller de Pessebres de Barcelona.
- Coral Sant Jordi

## Referència
Cordomí, Xavier. Altíssims senyors, nobles bèsties: Imatgeria festiva de la Barcelona Vella. Tarragona: El Mèdol, 2001. ISBN 978-84-95559-35-8 Error en ISBN: suma de verificació no vàlida.
Puig i Martín, Jordi; Jordi Quintana i Albalat. Les Cases de la Festa a Barcelona: Imatgeria, foc, dansa i música. Barcelona: Ajuntament de Barcelona, 2013.
Protocol festiu de la Ciutat Vella de Barcelona. Barcelona: Ajuntament de Barcelona, 2017.
Protocol festiu de la ciutat de Barcelona. Barcelona: Ajuntament de Barcelona, 2012